# Димитър Недков
Димитър Спиров Недков е български революционер, деец на Върховния македоно-одрински комитет и на Вътрешната македоно-одринска революционна организация.

## Биография
Димитър Недков е роден в 1883 година в град Щип, тогава в Османската империя, днес в Северна Македония. Завършва гимназия в София и става учител. В 1902 година влиза в четата на Софроний Стоянов, а на следната 1903 е в четата на Никола Дечев и с нея участва в сраженията при село Лески. Учител е в Щип и Шабла. През 1905 г. е секретар при радовишкия войвода Стамен Темелков.
При избухването на Балканската война е доброволец в Македоно-одринското опълчение, служи в 1 рота на 3 солунска дружина, 15 щипска дружина и Сборната партизанска рота на МОО. Награден е с кръст „За храброст“ ІІ степен.
След окупацията на Вардарска Македония от Сърбия Недков се включва в съпротивата на ВМОРО. В началото на ноември 1914 година четите Никола Левтеров и Димитър Недков извършват атентати на Карадачкия и Водосирския мост при Демир Капия и в започналото сражение убиват 40 души сръбски войници и един офицер. През Първата световна война продължават да действат съвместно.